# Municipio de Goodridge
El municipio de Goodridge (en inglés: Goodridge Township) es un municipio ubicado en el condado de Pennington en el estado estadounidense de Minnesota. En el año 2010 tenía una población de 79 habitantes y una densidad poblacional de 1,13 personas por km².

## Geografía
El municipio de Goodridge se encuentra ubicado en las coordenadas 48°8′23″N 95°47′15″O / 48.13972, -95.78750. Según la Oficina del Censo de los Estados Unidos, el municipio tiene una superficie total de 69.61 km², de la cual 69,61 km² corresponden a tierra firme y (0 %) 0 km² es agua.

## Demografía
Según el censo de 2010, había 79 personas residiendo en el municipio de Goodridge. La densidad de población era de 1,13 hab./km². De los 79 habitantes, el municipio de Goodridge estaba compuesto por el 93,67 % blancos, el 2,53 % eran afroamericanos, el 2,53 % eran de otras razas y el 1,27 % eran de una mezcla de razas. Del total de la población el 2,53 % eran hispanos o latinos de cualquier raza.